# Not Alike
Not Alike — песня американского рэпера Эминема, которая была выпущена с его десятого студийного альбома Kamikaze. На песне присутствует гостевое участие от рэпера Royce da 5’9".

## Предыстория и стиль исполнения
Первую часть песни спродюсировал Tay Keith, за основу он взял песню американского рэпера BlocBoy JB под названием «Look Alive». Вторую часть песни спродюсировал Ronny J. Эминем изображал припев песни хип-хоп трио Migos под названием «Bad and Boujee». Песня также имеет оскорбительный посыл в сторону американского рэпера Machine Gun Kelly, который сказал, что дочь Эминема «очень горяча» в 2012 году. В тот момент Kelly было 21, а Хейли — 16.

## Ответ
3 сентября 2018 года Machine Gun Kelly выпустил песню под названием «Rap Devil». Она является дисс-треком направленным на Эминема. Песня также была спродюсирована Ronny J. 14 сентября 2018 Эминем выпустил песню «Killshot», которая является ответом на «Rap Devil».

## Чарты
| Чарт (2018)                                 | Высшая позиция |
| ------------------------------------------- | -------------- |
| Австралия (ARIA)                            | 23             |
| Австрия (Ö3 Austria Top 40)                 | 39             |
| Канада (Billboard Canadian Hot 100)         | 18             |
| Чехия (Singles Digitál Top 100)             | 17             |
| Франция (SNEP)                              | 77             |
| Германия (GfK)                              | 57             |
| Greece Digital International Singles (IFPI) | 5              |
| Венгрия (Stream Top 40)                     | 18             |
| Италия (FIMI)                               | 48             |
| Нидерланды (Single Top 100)                 | 50             |
| Новая Зеландия (Recorded Music NZ)          | 20             |
| Норвегия (VG-lista)                         | 24             |
| Португалия (AFP)                            | 21             |
| Словакия (Singles Digitál Top 100)          | 7              |
| Швеция (Sverigetopplistan)                  | 42             |
| США (Billboard Hot 100)                     | 24             |
| США (Billboard Hot R&B/Hip-Hop Songs)       | 17             |

## Сертификации
| Регион | Сертификация | Продажи |
| --- | ------------ | ------- |
| Австралия (ARIA) | Золотой      | 35 000  |
| ^ Данные о тиражах приведены только на основе сертификации. · Данные о продажах + прослушиваниях приведены только на основе сертификации. |              |         |